# Pókember: Nincs hazaút
A Pókember: Nincs hazaút (eredeti cím: Spider-Man: No Way Home) 2021-ben bemutatott amerikai szuperhősfilm Jon Watts rendezésében. A forgatókönyvet Chris McKenna és Erik Sommers írta, a főbb szerepekben Tom Holland, Zendaya, Benedict Cumberbatch, Benedict Wong, Jamie Foxx, Alfred Molina, Willem Dafoe, Thomas Haden Church, Tobey Maguire, Andrew Garfield és Rhys Ifans látható. A Pókember: Hazatérés (2017) és a Pókember: Idegenben (2019) című filmek folytatása, egyúttal a Marvel-moziuniverzum (MCU) huszonhetedik filmje. Gyártója a Columbia Pictures, a Marvel Studios és a Pascal Pictures, forgalmazója a Sony Pictures Releasing.
A harmadik MCU-s Pókember filmet már 2017-ben, a Hazatérés forgatása alatt tervezték. 2019 augusztusára a Sony és a Marvel Studios közötti tárgyalások megállapodásának módosításai – amelyben közösen gyártják a Pókember filmeket – azzal végződtek, hogy a Marvel Studios kiszállt a projektből. A rajongók negatív reakciói azonban egy hónappal később új megállapodást eredményeztek a két cég között. Watts, McKenna, Sommers és Holland ekkorra már úgy volt, hogy visszatérnek. A forgatás 2020 októberében kezdődött New Yorkban, majd ugyanebben a hónapban átköltöztek Atlantába. A forgatás során kiderült, hogy Foxx és Molina is feltűnnek a filmben, akik Electro és Dr. Octopus szerepében térnek vissza. A film címét 2021 februárjában hozták nyilvánosságra, mielőtt a forgatás március végén befejeződött volna.
A Nincs hazaút premierje 2021. december 13-án volt a Los Angeles-i Fox Village Theatre-ben, az Egyesült Államokban pedig december 17-én, az MCU negyedik fázisának részeként. Magyarországon egy nappal hamarabb, 2021. december 16-án mutatták be szinkronizálva a InterCom Zrt. forgalmazásában.
A film általánosságban pozitív véleményeket kapott a kritikusoktól, akik dicsérték az alakításokat, az operatőri munkát, az akciójeleneteket, a látványt, a rendezést, a gonosztevőket és a forgatókönyvet. Több bevételi rekordot is felállított a világjárvány alatt, és az egyetlen olyan film lett, ami elérte az 1 milliárdos bevételt 2019 óta.
2022. augusztus 31-én bemutatásra került a film bővített verziója, The More Fun Stuff Version álnéven.

## Cselekmény
Miután Quentin Beck gyilkossággal vádolta meg Peter Parkert, felfedte a fiú kilétét a világ előtt. Petert, nagynénjét, Mayt, MJ-t és Ned Leeds-t kihallgatja a Kárelhárítási Hivatal, azonban Matt Murdock ügyvéd segítségével minden vádat elejtenek. Peter, MJ és Ned levelet kapnak az MIT-től; mindannyiuk jelentkezési kérelmét elutasítják a Pókemberrel való kapcsolatuk miatt. A bűntudatot érző Peter felkeresi a Sanctum Sanctorumot, hogy segítséget kérjen Stephen Strange-től, aki egy olyan varázslatot ajánl, amely elfeledteti az emberekkel, hogy Peter a Pókember, azonban ezt Wong nem tartja jó ötletnek. Miközben Strange elvégzi a varázslatot, Parker több alkalommal megzavarja őt a módosításaival, hogy MJ, Ned és May megőrizhessék emlékeiket. A férfinak sikerül megfékeznie az elrontott bűbájt, amit aztán ideiglenesen ládába zár, majd dühösen távozásra készteti Petert.
Parker megpróbálja meggyőzni az MIT adminisztrátorát, hogy fogadja el MJ és Ned jelentkezését, de a hidat hirtelen megtámadja Doktor Oktopusz. Peter harcolni kezd vele, miközben próbálja megmenteni az autóban rekedt adminisztrátort, viszont Octavius elkapja és letépi a Vaspók-ruhájáról a nanotechnológiás szerkezetet. A szerkezet összeolvad a csápjaival, ami lehetővé teszi Peter számára, hogy ő irányítsa őket, ezzel sikerül ártalmatlanítania Octaviust. Strange bezárja egy cellába az időközben már elkapott Curt Connors mellé, miközben elmagyarázza neki, hogy a félresiklott varázslat olyan ellenségeket idézett meg más univerzumokból, akik ismerik Pókember személyazonosságát. Arra kéri Petert, MJ-t és Nedet, hogy keressék meg a többi lényt is, mielőtt még nagyobb káoszt okoznának.
Peter egy erdő melletti erőműnél talál rá Flint Markóra és Max Dillonra, és mindkettejüket elkapja. Norman Osbornt is felkutatja, akivel korábban már találkozott Zöld Manóként a hídon. Állítása szerint, leküzdve a Manó-énjének irányítását a teste felett, Norman ellátogat May hajléktalanszállójára, és a segítségét kéri. Peter találkozik vele, és elviszi a Sanctum Sanctorumba. Az elfogott gonosztevők rájönnek, hogy a saját univerzumukból épp abban a pillanatban szippantotta ki őket a varázslat, mielőtt meghaltak volna a Pókember elleni harcuk során. Strange előkészít egy varázslatot, amellyel visszaküldheti őket, de Peter, megfogadva May tanácsát, hogy segítsen ezeken az embereken, ellenzi a dolgot. Ellopja a varázslatot tartalmazó kockát, majd megküzd érte Strangel a Tükördimenzióban, ahol utóbbi csapdába esik. Peter Happy lakásában kidolgozza a gyógymódot a gonosztevők bajaira, Octavius számára például egy új biztonsági chipet készít, amelyik megszünteti a mechanikus csápok hatását az elméje felett. Mielőtt Dillon, Marko és Connors is sorra kerülne, Norman felett újra eluralkodik a Zöld Manó, és meggyőzi a többieket, hogy nincs szükségük Peter segítségére. Miközben a gonosztevők Peter ellen fordulnak, Osborn felrobbantja az épületet. May súlyosan megsérül, és végül Peter karjai közt meghal.
Ned rájön, hogy Strange gyűrűjének segítségével portálokat tud létrehozni, és MJ-vel együtt próbálják megtalálni Parkert. Ehelyett Parker két másik változatát, a „Peter-Kettő” (Osborn, Octavius és Marko univerzumából) és a „Peter-Három” (Connors és Dillon univerzumából) elnevezésűeket találják meg, akiket szintén Strange varázslata idézett elő. Ned és MJ megtalálják az általuk ismert Parkert és részvétüket fejezik ki May halála miatt. A két másik Parker megosztja vele a saját szeretteik elvesztésének emlékét, és arra biztatják, hogy harcoljon May tiszteletére. Öten együtt kidolgozzák a maradék gonoszok elleni megfelelő gyógymódot, majd a Szabadság-szoborhoz csalják Dillont, Connorst és Markot.
Nagyszabású csata bontakozik ki a három Parker és a gonosztevők között. Octavius kibékül a saját univerzumának Peter Parkerével, miközben Dillon és az ő univerzumából származó Peter rendezik a nézeteltéréseiket. Utóbbi sikeresen megmenti MJ-t egy zuhanástól, ezáltal megbékél vele, hogy a saját világában nem sikerült megmentenie Gwen Stacyt egy hasonló helyzetben. Peter bosszúból meg akarja ölni Zöld Manót, de a Manó univerzumából származó Parker az utolsó pillanatban megállítja és emlékezteti, hogy May nem ezt akarta volna. Peter igazat ad neki, és végül Osbornt is meggyógyítja. Ned kiszabadítja Strange-et, aki figyelmezteti őket, hogy a multiverzumban keletkezett törések egyre nagyobbak. Peter rájön, hogy az egyetlen megoldás, ha mindenki elfelejti az ő kilétét. Megígéri MJ-nek és Nednek, hogy megkeresi majd őket, és mindent tisztázni fog. A bűbáj végbemegy, és mindenki visszatér a saját univerzumába.
MJ-t és Nedet fölvették a MIT-re. Peter megkeresi őket és megpróbál újra megismerkedni velük, de nem tudja megvallani nekik, hogy már ismeri őket korábbról. Ellátogat May sírjához, ott találkozik Happy-vel, aki mostanra szintén nem ismeri. May iránt érzett tisztelete jeléül Peter elhatározza, hogy továbbra is Pókember marad. Ennek jelképeként új ruhát készít magának és folytatja a bűnüldözést.
A stáblista közepén Eddie Brock és a szimbiótája, Venom a Bosszúállókról, Thanos-ról, a Végtelen Kövekről és a Pittyenésről beszélgetnek egy csapossal. Ezután Strange varázslatának következtében visszakerülnek a saját univerzumukba, azonban a szimbióta egy kis darabját hátrahagyják a bárpulton.
A stáblista végén a Doctor Strange az őrület multiverzumában című film ízelítője látható.

## Szereplők
| Szerep                          | Színész                           | Magyar hang     | Leírás |
| ------------------------------- | --------------------------------- | --------------- | --- |
| Peter Parker / Pókember         | Tom Holland                       | Baráth István   | Egy tinédzser, aki pókszerű képességeket kapott, miután egy genetikailag módosított nyolclábú megcsípte. |
| Peter Parker / Pókember         | Tobey Maguire                     | Csőre Gábor     | Peter Parker egy alternatív valóságból. A másik két Pókember „Peter kettő” néven szólítja. |
| Peter Parker / Pókember         | Andrew Garfield                   | Molnár Levente  | Peter Parker egy alternatív valóságból. A másik két Pókember „Peter három” néven szólítja. |
| Michelle „MJ” Jones             | Zendaya                           | Csuha Borbála   | Peter egyik osztálytársa és barátnője. |
| Dr. Stephen Strange             | Benedict Cumberbatch              | Simon Kornél    | Egykori idegsebész, aki egy autóbaleset után, a gyógyulás útját járva felfedezte a mágia rejtett világát és az alternatív dimenziókat, így a Misztikus Művészetek Mesterévé vált.                                   |
| Ned Leeds                       | Jacob Batalon                     | Szvetlov Balázs | Peter legjobb barátja és osztálytársa. |
| Harold „Happy” Hogan            | Jon Favreau                       | Kálid Artúr     | A Stark Industries biztonsági főnöke, Tony Stark egykori sofőrje és testőre, aki Parkerre vigyáz. |
| Max Dillon / Elektro            | Jamie Foxx                        | Kálid Artúr     | Villamosmérnök egy alternatív valóságból, aki egy baleset következtében elektromos képességet kap. |
| Norman Osborn / Zöld Manó       | Willem Dafoe                      | Epres Attila    | Tudós és az Oscorp vezérigazgatója egy alternatív valóságból, aki egy instabil erőfokozót tesztel magán, és egy őrült alteregó személyiséget fejleszt ki, az Oscorp fejlett páncélzatát és felszerelését használva. |
| Otto Octavius / Doktor Oktopusz | Alfred Molina                     | Besenczi Árpád  | Tudós egy alternatív valóságból, aki egy balesetet követően kiszolgáltatott lesz az általa fejlesztett rendkívül intelligens, négy mechanikus karnak.                                                               |
| Flash Thompson                  | Tony Revolori                     | Rada Bálint     | Peter riválisa és osztálytársa. |
| Wong                            | Benedict Wong                     | Hajdu Steve     | A Misztikus Művészetek Mestere, Strange mentora és barátja. |
| May Parker                      | Marisa Tomei                      | Györgyi Anna    | Peter nagynénje. |
| Dr. Curt Connors / Gyík         | Rhys Ifans                        | Schnell Ádám    | Tudós egy alternatív valóságból, aki a regeneráló szérum hatására óriási gyík lénnyé változott. |
| Flint Marko / Homokember        | Thomas Haden Church               | Salinger Gábor  | Idős gengszter egy alternatív valóságból, aki egy baleset következtében molekuláris változáson esik át. |
| Matt Murdock                    | Charlie Cox                       | Lengyel Tamás   | New York-i vak ügyvéd. |
| Eddie Brock / Venom             | Tom Hardy                         | Király Attila   | Oknyomozó riporter egy alternatív valóságból, aki egy szimbióta uralma alá kerül, ami emberfeletti képességekkel ruházza fel.                                                                                       |
| Betty Brant                     | Angourie Rice                     | Kardos Eszter   | Peter osztálytársa és Ned volt barátnője. |
| Wilson edző                     | Hannibal Buress                   | Maday Gábor     | Peter testnevelő tanára. |
| Roger Harrington                | Martin Starr                      | Rajkai Zoltán   | Parker akadémiai tízpróba tanára. |
| Julius Dell                     | J. B. Smoove                      | Bognár Tamás    | Peter gimnáziumi tanára. |
| J. Jonah Jameson                | J. K. Simmons                     | Reviczky Gábor  | A Hírharsona.com műsorvezetője. |
| Quentin Beck / Mysterio         | Jake Gyllenhaal (archív felvétel) | Mészáros Béla   | A Stark Industries egykori holografika-illúzió specialistája, aki, miután kirúgtak onnan, egy csapatnyi ex-Stark alkalmazott vezetője lett, majd leleplezte Pókembert.                                              |
| P. Cleary                       | Arian Moayed                      | Szatory Dávid   | A Kárelhárítási Hivatal embere. |

## A film készítése

### Előkészületek
2017 áprilisában bejelentették, hogy lesz harmadik rész is. Tom Holland bejelentette, hogy a harmadik rész Peter Parker utolsó középiskolás évében játszódik. 2019 júliusában Kevin Feige kijelentette, hogy a harmadik rész „olyan Peter Parker történetet mesél el, amelyet még soha nem láttunk filmen”, utalva a stáblista utáni jelenetre. Jon Watts és Tom Holland a folytatásban legszívesebben Kraven, a vadászt képzelnék el főgonoszként. Egy ideig úgy tűnt, hogy Kevin Feige és a Marvel Studios nélkül fog elkészülni a film, mivel nézeteltérés volt a két stúdió között. Közben bejelentették, hogy Chris McKenna és Erik Sommers forgatókönyvírók visszatérnek a filmre. A Sony és a Disney 2019 szeptemberében megállapodtak, így a Pókember visszatérhetett a Marvelhez.

### Szereplőválogatás
2019 októberében bejelentették, hogy Tom Holland és Zendaya biztosan fel fog tűnni a harmadik részben. Marisa Tomei 2020 júniusában elmondta, hogy ő is szerepelni fog a filmben. Majd Tony Revolori is megerősítette szereplését. 2020 októberében Jacob Batalon, Benedict Cumberbatch és Jamie Foxx csatlakozott a stábhoz. 2020 decemberében Alfred Molina is csatlakozott a filmhez. Ekkor a Collider arról számolt be, hogy Andrew Garfield és Emma Stone megismétli a szerepét A csodálatos Pókember című filmből, illetve Tobey Maguire és Kirsten Dunst a Pókember című filmből. 2021 januárjában lesifotókon Charlie Cox-ot vélték felfedezni, így megismételheti a szerepét a Daredevil című sorozatból.

## Megjelenés

### Mozibemutató
A Nincs hazaút  2021. december 15-én debütált az Egyesült Királyságban, az Amerikai Egyesült Államokban pedig december 17-én. Korábban 2021. július 16-ra tervezték a megjelenést, de végül 2021. november 5-re tolták, majd a COVID-19 világjárvány miatt tovább csúsztatták 2021. decemberi időpontra. Az MCU negyedik fázisának része lesz. 2021 augusztusában a Sony és a CJ 4DPlex bejelentette, hogy három év alatt 15 Sony-filmet adnak ki ScreenX formátumban, köztük a Nincs hazautat. 2021 novemberében megerősítették, hogy a filmet Kínában is bemutatják, így ez lesz az első negyedik fázisú-film, miután a Fekete özvegy, a Shang-Chi és a tíz gyűrű legendája és az Örökkévalók nem kerültek bemutatásra az országban.

### Médiakiadás
A Nincs hazaút a Starz-on is megjelenik a mozi- és a hazai megjelenések után. Ez lesz az utolsó film, amelyet a Sony exkluzív SVOD-kiadással ad ki a Starz-on, mivel a következő filmek 2026-ig a Netflixen fognak megjelenni a mozikban és a hazai forgalmazásban.
2021 áprilisában a Sony megállapodást írt alá a Disneyvel, amely hozzáférést biztosít a Disney számára a régi tartalmakhoz, beleértve a korábbi Pókember-filmeket és a Marvel-filmeket az SSU-ban, hogy a Disney+-on és a Hulun keresztül streameljék, valamint megjelenjenek a Disney online televíziós hálózataiban. A Disney hozzáférése a Sony 2022 és 2026 között megjelenő címeihez a Netflixen való elérhetőségüket követően valósulna meg.

### Elismerések
A filmet kizárták a 75. Brit Filmakadémiai Díjátadón a jelöltek közül, mivel nem volt elérhető a BAFTA streaming szolgáltatásán. Felkerült a 94. Oscar-díj lehetséges jelöltjeinek előzetes listájára a legjobb hang és a legjobb vizuális effektek kategóriában. A Variety által szintén közzétett listából kiderült, hogy a filmet több fontos kategóriában is jelölték, többek között a legjobb film kategóriában is.

## Bevételi előrejelzések
2021 novemberére a Boxoffice Pro előrejelzése szerint a film a nyitóhétvégén 135-185 millió dollár, a teljes hazai jegybevétel pedig 375-525 millió dollár körül alakul.

## Folytatás
2019 augusztusára a Nincs hazaút mellett a franchise negyedik filmje is elkészítés alatt állt. 2021 februárjában Holland elmondta, hogy a Nincs hazaút az utolsó filmje Pókemberként a Marvellel és a Sonyval kötött szerződésében, azonban reméli, hogy a közeljövőben eljátszhatja még a főhőst, ha felkérik. Júliusban Zendaya azt nyilatkozta, hogy nem tudja, fog-e készülni újabb Pókember-film. Októberben Holland kijelentette, hogy a Nincs hazaútat „egy franchise lezárásaként tekintették”, amely a Pókember: Hazatéréssel kezdődött, és hogy minden további szólófilm, amelyben az MCU-s Pókember-karakterek szerepelnek, eltérnek ettől a filmtrilógiától; „valami egészen mást” építene a tónus megváltoztatásával. A következő hónapban Holland elmondta, nem biztos abban, hogy folytatnia kellene-e a Pókember-filmek készítését, és abban reménykedik, hogy a film középpontjában Parker helyett inkább Miles Morales áll majd, aki a harmincas éveiben járó karaktert továbbra is el fogja tudni játszani. Ezt azért akarja, mert „valamit rosszul csinált”. Ennek ellenére Amy Pascal producer kijelentette, hogy reméli, a jövőben is együtt tud dolgozni Hollanddal, majd később egyértelművé tette, hogy a Sony és a Marvel Studios még legalább három Pókember-filmet akar készíteni Holland főszereplésével. A Marvel és a Sony terve az, hogy 2021 november végére megkezdi az első ilyen film forgatását. A The Hollywood Reporter azonban megjegyezte, hogy a stúdiók közötti szoros együttműködési kapcsolat ellenére nem készültek hivatalos tervek egy új trilógiára.

## Fordítás
- Ez a szócikk részben vagy egészben  a   Spider-Man: No Way Home című angol Wikipédia-szócikk fordításán alapul.  Az eredeti cikk szerkesztőit annak laptörténete sorolja fel. Ez a jelzés csupán a megfogalmazás eredetét és a szerzői jogokat jelzi, nem szolgál a cikkben szereplő információk forrásmegjelöléseként.